# Едесій Каппадокійський
Едесій Каппадокійський (грец. Αἴδεσιος Καππᾰδόκης, помер — 355) — античний філософ-неоплатонік,  теург, учень Ямвліха, вчитель  Юліана Відступника, засновник Пергамської школи неоплатонізму.

## Життєпис
Про Едесія ми маємо відомості з трактату  Євнапія «Життєписи філософів і мудреців». Він походив з  Каппадокії, з багатої родини. Був направлений батьком у  Грецію та  Сирію з  комерційними цілями, але повернувся звідти філософом-ентузіастом. (Євнапій повідомляє про відвідини Едесієм в Сирії Ямвліха, який справив на нього величезне враження і вселив у нього філософське натхнення. Коли Едесій повернувся додому, батько хотів вигнати його зі свого будинку і запитав, що дала йому його філософія, Едесій відповів, що вона змушує його поважати батька навіть тоді, коли той виганяє його з дому. Після смерті Ямвліха переселився в Пергам, де очолив філософську школу.
Пергамська школа під керівництвом Едесія приділяла увагу переважно  теургії і  міфології. Джерелом авторитету тут є вже не текст попередника, але таємне знання про нього. Так, Едесій був одним з небагатьох, хто розмовляв особисто з Ямвліхом і зберігав зміст цих бесід у таємниці. Цікаве пояснення, яке Євнапій дає такий скритності: "сам Едесій приховав це, бо часи були не ті (бо правив  Костянтин, який знищував найвідоміші з храмів і будував будівлі для християн), почасти ж, напевно, й тому, що учні Ямвліха були схильні зберігати повне мовчання про те, що стосувалося містеріального, і мали властиву для ієрофантів стриманість у словах".
Крім  Юліана Відступника учнями Едесія були Максим Ефеський, Хрисанф з Сард, Пріск з Епіра, Євсевій з Мінда.